# Обо (река)
Обо — река в России, протекает по территории Тенькинского района Магаданской области. Длина реки — 78 км, площадь водосборного бассейна — 901 км².
Начинается на юго-восточных склонах безымянной горы высотой 2068 метров, обтекает её по дуге, далее течёт в северо-западном направлении. На всём протяжении протекает по гористой местности, в долине реки и её притоков произрастает лиственничный лес. Впадает в Колымское водохранилище, до его заполнения устье располагалось по правому берегу Колымы на расстоянии 1915 км от её устья на высоте 389 метров над уровнем моря, напротив посёлка Мой-Уруста. Ныне высота устья составляет 448 метров.
Долина реки заселена слабо, только у устья на левом её берегу расположен посёлок Обо.
По данным государственного водного реестра России относится к Анадыро-Колымскому бассейновому округу.
- Код водного объекта — 19010100112119000008494[2]

## Притоки
Объекты перечислены по порядку от устья к истоку.
- 7 км: Водопадный[4] (пр)
- 16 км: Журавлиный(лв)
- 19 км: Бурливая (пр)
- 19 км: Тихий (лв)
- 23 км: Крохаль (лв)
- 28 км: Широкий (лв)
- 33 км: Миткан (лв)
- 34 км: Встречный[3] (пр)
- 37 км: Грустный (лв)
- 38 км: Ясный[5] (пр)
- 44 км: Гранитный (лв)
- 57 км: река без названия